# محمد بن عقيل بن يحيى
محمد بن عقيل بن يحيى (1279 - 1350 هـ) عالم ورحالة مسلم من أهل حضرموت. يعتبر في وقته من أكابر علماء العالم الإسلامي ورواد الإصلاح فيه، وكانت دار هجرته جزيرة سنغافورة حيث أسس فيها دعوة إسلامية إصلاحية امتدت حتى شملت إندونيسيا وغيرها. كان عارفًا بفنون كثيرة، مطلعًا على أحوال الدول والشعوب، وزار كثيرا من بلاد العالم، ومعروفًا في العالم الإسلامي كلّه. تأثر كثيرا بمنهج التشيع في آرائه، فقد ألّف كتاب «النصائح الكافية لمن يتولى معاوية» تحامل فيه على معاوية بن أبي سفيان ونال منه. وترجم عزيز الله العطاردي هذا الكتاب إلى اللغة الفارسية، وعنون الترجمة بعنوان «معاوية وتاريخ».

## نسبه
محمد بن عقيل بن عبد الله بن عمر بن أبي بكر بن عمر بن طه بن محمد بن شيخ بن أحمد بن يحيى بن حسن الأحمر بن علي العناز بن علوي بن محمد مولى الدويلة بن علي بن علوي الغيور بن الفقيه المقدم محمد بن علي بن محمد صاحب مرباط بن علي خالع قسم بن علوي بن محمد بن علوي بن عبيد الله بن أحمد المهاجر بن عيسى بن محمد النقيب بن علي العريضي بن جعفر الصادق بن محمد الباقر بن علي زين العابدين بن الحسين السبط بن علي بن أبي طالب، وعلي زوج فاطمة بنت محمد ﷺ.
فهو الحفيد 33 لرسول الله محمد ﷺ في سلسلة نسبه.

## مولده ونشأته
ولد ضحى يوم الأربعاء ليومين بقيا من شعبان سنة 1279 هـ ببلدة مسيلة آل شيخ قرب تريم من بلاد حضرموت، ووالدته هي الزهراء بنت عبد الله بن حسين بن طاهر. وقد عَنِيَ والداه بتعليمه فأحضرا له إلى المسيلة من يعلمه من علماء حضرموت، فقرأ القرآن وتعلم الخط ثم درس النحو وبعض متون الفقه، وبعض دواوين الشعر وجل مقامات الحريري، وكان معظم قراءته على والده وعمه محمد بن عبد الله وعلى الشيخ أبو بكر بن عبد الرحمن بن شهاب الدين وغيرهم، وكان والده يحرضه على الاستقلال في الفكر لذلك نشأ نشأة مستقلة غير مقلد، وساعده على ذلك أنه كان لأسلافه مكتبة عظيمة تحوي الكثير من الكتب المطبوعة والمخطوطة، وقد استقدم نحو مئة وخمسين مجلدا منها إلى اليمن عندما هاجر إليها. وعندما بلغ الخامسة عشر من عمره توفي والده.

## رحلاته
وفي السابعة عشر رحل من جنوب اليمن إلى سنغافورة سنة 1296 هـ واشتغل بالتجارة والزراعة، فكانت له علاقات تجارية ببلدان متعددة، حيث سافر إلى الهند مرارًا وإلى اليابان والصين وروسيا، ومنها إلى ألمانيا ففرنسا حيث حضر معرض باريس هناك واجتمع بكثير من المستشرقين وله معهم مساجلات ومحاورات لطيفة، كما سافر إلى العراق وسوريا ومصر مرارًا، وتردد في خلال ذلك إلى حضرموت. وكان يزور إندونيسيا بين الحين والحين لدعم النهضة فيها وبث الإصلاح بين رجالها، وكانت آخر زيارة له لجاوة بإندونيسيا سنة 1336 هـ فأقام في مدينة سورابايا نحو الشهر في قصر السيد حسن بن أحمد باعقيل تكررت فيه المجالس العامة، وفاضت فيه أحاديث الأدب والعلم، وكان القصر أشبه بمعهد علمي وحوله الناس غادين رائحين.

## عودته من مهجره
في سنة 1338 هـ تم له العزم على الرحيل من سنغافورة بعد أن أقام بها السنين المتعددة، فأرسل بعض عائلته إلى مكة، ثم في سنة 1339 هـ أرسل بقية العائلة ولحقهم بعد ذلك أثناء السنة نفسها ولبث مقيمًا معهم ستة أشهر، ثم رحل بجميع أهله من الحجاز إلى المكلا في شهر صفر سنة 1340 هـ، وقد أقام بالمكلا مدة ليست بالقليلة وهو يصارح في أغلب مجالسه ويطالب بإصلاح حضرموت، ويبدي وجهة نظره في الإصلاح وكيفياته بكل جلاء ووضوح، فكان يصارح السلطان والوزير والموظف والتاجر ومن يجيء إليه من الأعيان وينتقد الحالة الحاضرة انتقادا ظاهرا واضحا، فيحدث في بعض الأحيان شيء من التألم من جراء مرارة الانتقاد، حتى تحول أخيرا في سنة 1347 هـ إلى عدن على إثر خلاف بينه وبين السلطان عمر القعيطي سلطان حضرموت، فتحركت البلاد لقدومه ولإقامته بها، فكان المنزل الذي سكنه أشبه بمكتب استفتاء ومعهد وناد أدبي وإدارة تحرير في آن واحد، يدرس عنده الطالب ويجيء إليه السائل والمستفهم ويرد عليه المناظر والمجادل وتنعقد مجالس الأدب والظرف. وفي سنة 1349 هـ تحول من عدن إلى الحديدة بطلب من إمام اليمن وظل بها حتى توفي.

## مآثره
من جملة أعماله التي تفرد بها هو أنه جعل في داره بسنغافورة مكتبة عظيمة أتى لها بكتب كثيرة قيمة، واشترك في جملة من الجرائد والمجلات، فكان يرد إليه في كل أسبوع كمية وافرة منها، لهذه كانت داره قبلة العلماء والأدباء ورجال السياسة والأذكياء، وقد خصص جزءا من داره للمسافرين.
وأسس في سنغافورة محل إقامته سنة 1322 هـ جمعية إسلامية تولى رئاستها محمد بن أحمد السقاف فكانت هذه الجمعية نواة جمعيات الإصلاح في البلاد الجاوية وصارت مركزًا عاما يقصده المثقفون، بل كانت سببا لجمع شمل العرب الذي كان مُفرقا. ثم أسس (مجلة الإمام) فصدر العدد الأول منها في أول جمادى الثانية سنة 1324 هـ وصدر آخر عدد منها في شهر ذي الحجة سنة 1326 هـ. ولم يكتف بالمجلة فحرض لجنتي إدارة المجلة على ترجمة الكتب النافعة وطبعها فترجموا كتاب «الشمس المشرقة في نهضة اليابان» وجملة من الكتب المدرسية وطبعوا ذلك كله. ثم أسس مدرسة سماها (الإقبال) سنة 1325 هـ ولم يكن من الميسور إيجاد مدرّسين لها في المهجر فأتى لها بمدرّسين من مصر سنة 1326 هـ، ثم صدرت بمساعيه (جريدة الإصلاح) التي لم تعمر طويلًا شأنها في ذلك شأن (مجلة الإمام)، إذ صدر العدد الأول منها أول شوال سنة 1326 هـ وآخر عدد منها في 24 ذي الحجة سنة 1328 هـ.
وهكذا انتشرت فكرة الإصلاح في إندونيسيا وبلدان جنوب شرق آسيا بواسطة (مجلة الإمام) و(جريدة الإصلاح) فتأسست في جاكرتا (جمعية خير) سنة 1324 هـ وتأسست أول مدرسة لجمعية خير في جاكرتا وفي فلمبان بهمة السيد علي بن عبد الرحمن المساوى والسيد محمد بن عبد الرحمن المنور وذلك سنة 1326 هـ، وتأسست مدرسة في سورابايا سنة 1326 هـ بهمة السيد شيخ بن زين الحبشي، ثم أسس السيد عبد الله بن علوي العطاس مدرسة في جاكرتا. وهكذا تتابع إنشاء الجمعيات والمدارس وانتشرت فكرة النهضة العلمية والحركة الدينية في البلاد الجاوية من أقصاها إلى أقصاها بهمة ومساعي المترجم له.
وخلال الحرب العالمية الأولى سعى لدى حكومة سنغافورة في تأسيس مجلس باسم مجلس الاستشارة الإسلامي فنجح في ذلك، وتألف المجلس وعهد إليه برئاسته، وكانت الغاية منه إجراء أحكام المسلمين كالمواريث وغيرها وفق الدين الإسلامي، حيث كانت حكومة الاستعمار البريطاني في سنغافورة لا تقر المواريث حسب أحكام الشريعة الإسلامية.

## مؤلفاته
له مؤلفات كثيرة منها:
- «النصائح الكافية لمن يتولى معاوية»
- «العتب الجميل على علماء الجرح والتعديل»
- «ثمرات المطالعة»
- «أحاديث المختار في معالي الكرار»
- «تقوية الإيمان برد تزكية ابن أبي سفيان»
- «الحاكم في النزاع والتخاصم بين بني أمية وبني هاشم»
- «الهداية إلى الحق في الخلافة والوصاية»
- «رسالة في الرد على منهاج السنة»
- «رسالة في تحقيق مقام الخضرية»
- «رسالة في إيمان أبوي النبي»
- مذكرات علمية عن رحلاته

## وفاته
توفي صباح يوم الثلاثاء الثالث عشر من شهر ربيع الأول سنة 1350 هـ في الحديدة باليمن، وقد عطلت المحاكم في اليمن لوفاته وسارت العساكر في جنازته منكسة الأعلام، وكتبت فيه الصحف في مصر والهند والعراق وجاوة وغيرها.

### استشهادات
1. ↑  السقاف، عبد الرحمن بن عبيد الله (1425 هـ). إدام القوت في ذكر بلدان حضرموت. بيروت، لبنان: دار المنهاج. ص. 834. مؤرشف من الأصل في 2019-04-15. {{استشهاد بكتاب}}: تحقق من التاريخ في: |تاريخ= (مساعدة)
2. ↑  الزركلي، خير الدين (2002). الأعلام. بيروت، لبنان: دار العلم للملايين. ج. السادس. ص. 269. مؤرشف من الأصل في 2019-12-17.
3. ↑  الطهراني، آغا بزرگ. "ثمرات المطالعة". الذريعة إلى تصانيف الشيعة. المكتبة الشيعية. مؤرشف من الأصل في 2019-12-13. اطلع عليه بتاريخ 08 فبراير / شباط 2014. {{استشهاد ويب}}: تحقق من التاريخ في: |تاريخ الوصول= (مساعدة)
4. ↑  
"مشخصات کتاب ( معاویه و تاریخ )". پایگاه اطلاع رسانی کتابخانه های ایران. {{استشهاد ويب}}: تحقق من التاريخ في: |تاريخ الوصول= (مساعدة)، الوسيط |تاريخ الوصول بحاجة لـ |مسار= (مساعدة)، والوسيط |مسار= غير موجود أو فارع (مساعدة) (بالفارسية)
5. ↑  بن يحيى، محمد بن علوي (2007). شرف المحيا في تراجم عدد من علماء وأدباء آل يحيى. تريم، اليمن: مركز تريم للدراسات والنشر. ص. 128.
6. ↑  تيمور، أحمد بن إسماعيل (1967). أعلام الفكر الإسلامي في العصر الحديث. وندسور، المملكة المتحدة: مؤسسة هنداوي (نُشِر في 2019). ص. 267. ISBN:978-1-5273-1917-2. مؤرشف من الأصل في 2023-02-20.
7. ↑  المرعشلي، يوسف عبد الرحمن (1427 هـ). نثر الجواهر والدرر في علماء القرن الرابع عشر (PDF). بيروت، لبنان: دار المعرفة. ص. 1359. مؤرشف من الأصل (PDF) في 12 يونيو 2018. {{استشهاد بكتاب}}: تحقق من التاريخ في: |تاريخ= (مساعدة)